# Dottie Rambo
Dottie Rambo, född Joyce Reba Luttrell 2 mars 1934 i Madisonville i Kentucky, död 11 maj 2008, var en amerikansk gospelsångerska och låtskrivare. Hon var en del av gruppen The Rambos som även bestod av hennes make Buck och dotter Reba och hon skrev de flesta av gruppens låtar, varav många även framförts av andra artister. 
Hon började skriva countrylåtar redan som barn. Efter att ha blivit pånyttfödd kristen vid tolv års ålder började hon skriva kristna låtar vilket hennes far inte uppskattade. Hon flyttade hemifrån och sjöng i kyrkor. Vid sexton års ålder träffade hon Buck Rambo och de gifte sig kort därefter. De bildade gospeltrion The Gospel Echoes. Deras dotter Reba föddes 1951. Dottern började sjunga med sina föräldrar 1964 och gruppen bytte namn till The Singing Rambos, vilket senare kortades till The Rambos. 
Rambo har belönats med priser som en Grammy, tre CMA Dove Awards. Hon har också blivit invald i Gospel Music Hall of Fame, dels som soloartist och dels tillsammans med The Rambos. Christian Country Music Association utnämnde henne 1994 till århundradets låtskrivare. Många gospelmusiker har gjort covers av hennes låtar. Whitney Houston framförde en cover av "I Go to the Rock" i filmen The Preacher’s Wife. Elvis Presley sjöng en cover av "If That Isn't Love".
Rambo dog i en bussolycka 2008 då hennes turnébuss körde av vägen i närheten av Mount Vernon, Missouri.